# Staatsoper Unter den Linden
La Staatsoper Unter den Linden ('Òpera Estatal Unter den Linden' en català) és el principal teatre d'òpera de Berlín i un dels més importants d'Alemanya. Està localitzat en el bulevard Unter den Linden i d'ací el seu nom actual, però al llarg de la seua història n'ha tingut altres. Habitualment es coneix com a «Òpera de l'Estat de Berlín» o Lindenoper. Actualment, l'edifici es troba en rehabilitació, i la companyia duu a terme la temporada operística en el Teatre Schiller. L'Orquestra Estatal de Berlín (Staatskapelle Berlin) és l'orquestra de l'Òpera Estatal Unter den Linden.